# Hontanares de Eresma
Hontanares de Eresma település Spanyolországban, Segovia tartományban. Hontanares de Eresma Valseca, Valverde del Majano és Los Huertos községekkel határos. Lakosainak száma 1662 fő (2024).

## Népesség
A település népessége az elmúlt években az alábbi módon változott:
| Lakosok száma | 173  | 249  | 671  | 993  | 1133 | 1248 | 1363 | 1464 | 1558 | 1662 |
|               | 2001 | 2004 | 2007 | 2009 | 2012 | 2014 | 2017 | 2019 | 2022 | 2024 |